# Myra Kinch
Pour les articles homonymes, voir Kinch.

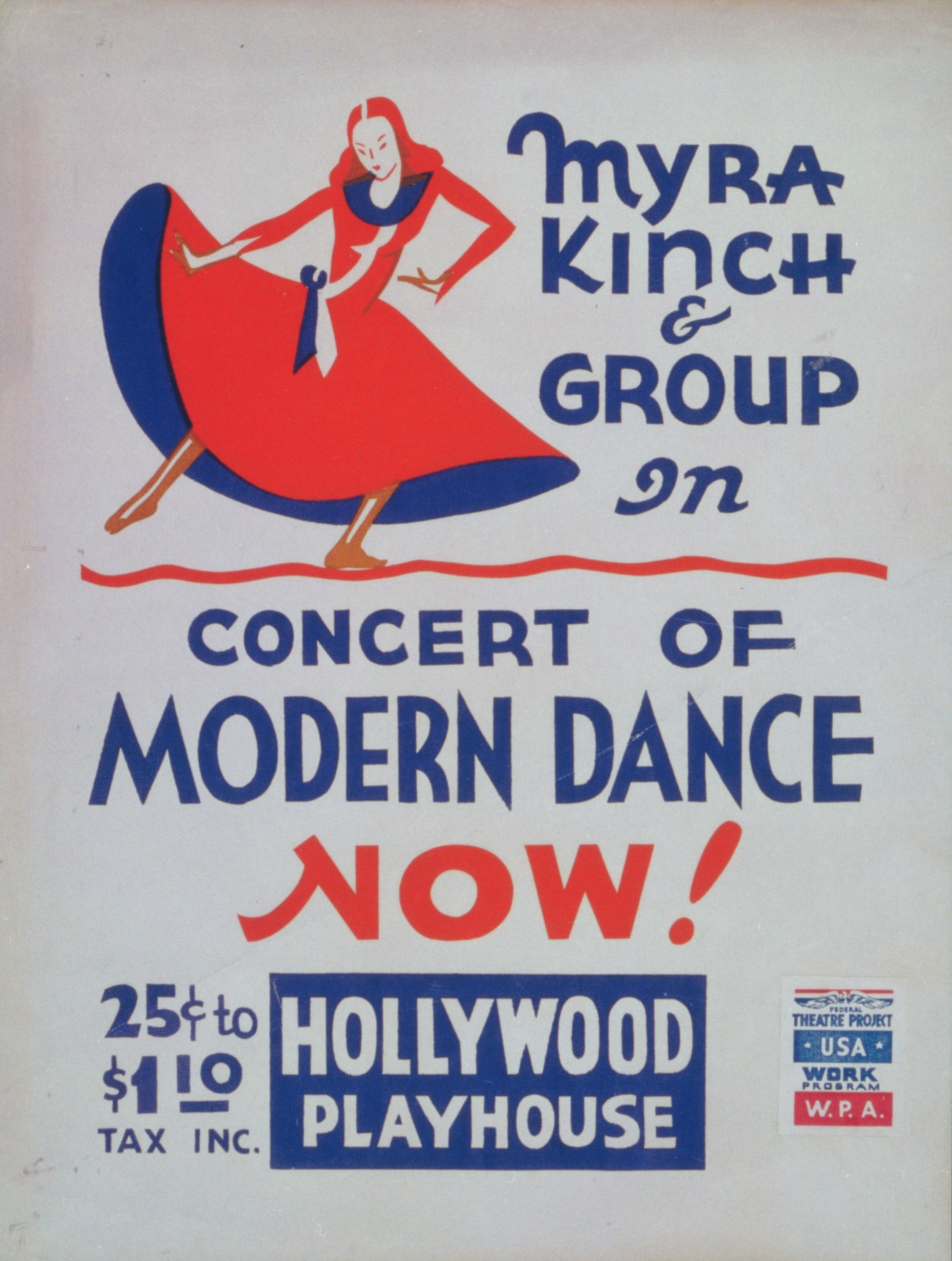
Affiche pour la présentation de "Myra Kinch and Group" dans un concert de danse moderne au Hollywood Playhouse, entre 1936 et 1941.

Myra Kinch (6 décembre 1903 - 20 novembre 1981) est une chorégraphe et danseuse qui est apparue dans plusieurs films hollywoodiens.

## Éducation
Elle est diplômée de l'UCLA, puis va sur la côte Est. Kinch se forme auprès de La Meri et de Dorothy Lyndall, et des professeurs de ballet Muriel Stuart, Eugenia Eduardova et Vincenzo Celli (en).

## Danseuse
En mars 1928, la danse interprétative apparaît dans un programme présenté par le club universitaire de la vallée de San Fernando, à l'hôtel Porter de Los Angeles. Kinch est une ancienne camarade de classe de beaucoup des cinquante membres de l'organisation. Représentant la Pasadena Playhouse (en), elle danse un certain nombre de numéros gitans et orientaux.
L'année suivante, Kinch est dans une revue musicale au Lazarus Million Dollar Theatre avec le chanteur Buddy Garry et un chœur de showgirls. Elle danse dans les revues de Broadway George White's Scandals (en).
La première représentation solo de Kinch a lieu en Allemagne, au théâtre Max Reinhardt à Berlin. Elle retourne aux États-Unis pour jouer au New Open Air Theatre de Los Angeles. Elle s'y produit lors des Jeux olympiques d'été de 1932. Kinch a un deuxieme engagement solo au Théâtre Politeama de Mexico.

## Cinéma
Kinch fait ses débuts dans des films avec un rôle non crédité dans le court métrage comique The Beach Club en 1928. Elle n' est pas créditée non plus dans le rôle d'une danseuse dans Les Trois Lanciers du Bengale en 1935, lauréat d'un Oscar. Entre les deux, elle est une chanteuse riante dans Redskin en 1929.

## New Deal
Kinch retourne aux États-Unis pour devenir directeur et chorégraphe du West Coast Dance Project du programme de théâtre, Federal Theatre Project (en), créé pendant la Grande Dépression dans le cadre du New Deal pour financer des spectacles artistiques et des programmes de divertissement, et dirigé par Hallie Flanagan. Plus tard, elle est chorégraphe pour le département d'opéra du Federal Music Project (en).
En 1948, Kinch est nommé chef du département de danse moderne à l'école de danse Jacob's Pillow Dance (en) à Becket, Massachusetts, et de son festival d'été. Elle reste à ce poste pendant vingt-cinq ans.

## Fin de carrière
Kinch joue dans les années 1960. Elle tourne régulièrement avec le danseur Ralph McWilliams et le compositeur et pianiste Manuel Galea qui devient son mari.
En janvier 1963, Kinch et sa compagnie de danse se produisent à la Newport, Rhode Island Civic Music Association. Son répertoire est composé de satires et de parodies. Elle ridiculise divers sujets comme la tauromachie, un danseur de cirque fatigué, une famille d'acrobates et les stéréotypes du ballet classique.

## Décès
Myra Kinch est décédée à Bonita Springs, en Floride, en 1981. Elle avait 77 ans.

## Répertoire
Parmi ses chorégraphies les plus célèbres figurent deux danses populaires Sound of Darkness et A Waltz is a Waltz, is a Waltz, créées pour Ted Shawn, innovateur en danse moderne et fondateur de Jacob's Pillow (en). Dans The Bajour, Shawn joue un roi gitan. Il tient également le rôle principal dans Her Sundered Majesty (1954), d'après le Le Roi Lear, chorégraphié par Kinch.
Kinch est saluée comme « l'un des danseurs américains les plus brillants et les plus imaginatifs ». Les critiques ont admiré ses « routines ultramodernes et audacieuses ». Parmi ses parodies populaires figuraient Tomb For Two, Bolero For A Bad Bull, A Waltz Is A Waltz Is A Waltz et Giselle's Revenge . Ce dernier est une interprétation des excès de Giselle, le ballet de la période du romantisme.